# Martin Lampkin
Martin Lampkin (Silsden, Yorkshire del Oeste, 28 de diciembre de 1950-ibídem, 2 de abril de 2016) fue un piloto británico de trial que destacó durante los años 70 y principios de los 80. Ganó el Campeonato de Europa de 1973 y el primer Campeonato del Mundo de 1975. También ganó durante tres años consecutivos el Scottish Six Days Trial, de 1976 a 1978.
Su hijo, Dougie Lampkin, ha sido doce veces campeón del mundo de trial (siete al aire libre y cinco indoor).
Falleció el 2 de abril de 2016 como consecuencia de un cáncer a los 65 años.

## Palmarés internacional
| Campeonato de Europa | Campeonato de Europa | Campeonato de Europa |
| Año                  | Motocicleta          | Posición             |
| -------------------- | -------------------- | -------------------- |
| 1972                 | Bultaco              | Medalla de bronce    |
| 1973                 | Bultaco              | Medalla de oro       |
| Campeonato del Mundo |                      |                      |
| Año                  | Motocicleta          | Posición             |
| 1975                 | Bultaco              | Medalla de oro       |
| 1976                 | Bultaco              | Medalla de bronce    |
| 1978                 | Bultaco              | Medalla de plata     |